# La cabra o qui és Sylvia?
La cabra o qui és Sylvia? (en anglès original The Goat, or Who Is Sylvia?) és una obra de teatre del dramaturg estatunidenc Edward Albee estrenada el 2002. Va guanyar el premi Tony a la Millor obra teatral, el 2002 Drama Desk Award per l'obra excepcional, i va ser finalista del 2003 el premi Pulitzer de dramatúrgia. Ha estat traduïda al català per Josep Maria Pou.

## Argument
Martin en un reconegut arquitecte estatunidenc, en la seva edat madura, que acumula prestigi i fortuna, i acaba de rebre l'acreditat premi Pritzker d'Arquitectura. Viu amb la seva esposa Stevie i el seu fill gai Billy. La família aparentment viu feliç en un clima de complicitat i tolerància. La situació es veu alterada amb l'arribada de Ross, un antic amic de Martin, periodista i que ve a fer-li una entrevista. En un moment donat, Martin confessa al seu amic que està bojament enamorat de Sylvia, amb la qual manté una relació no sols purament sexual, sinó d'un profund sentiment d'amor. La sorpresa arriba quan Ross veu una foto de Sylvia, que resulta ser una cabra. El drama es desencadena quan Ross, mitjançant una carta, li comunica a Stevie tota la veritat.

## Representacions destacades
- John Golden Theatre, Broadway, Nova York, 10 de març de 2002. Estrena.[3]
  - Direcció: David Esbjornson.
  - Intèrprets: Bill Pullman (Martin), Mercedes Ruehl (Stevie), Jeffrey Carlson (Billy), Stephen Rowe (Ross).
- Almeida Theatre, Londres, 2004.[4]
  - Intèrprets: Jonathan Pryce (Martin), Kate Fahy (Stevie), Eddie Redmayne (Billy), Matthew Marsh (Ross).
- Burgtheater, Viena, 2004. (Die Ziege oder Wer ist Sylvia?).
  - Direcció: Andrea Breth.
  - Intèrprets: Peter Simonischek (Martin), Corinna Kirchhoff (Stevie).
- Festival La Versiliana, Lucca, 2004. (La capra o chi è Sylvia?)[5]
  - Direcció: Enrico Maria Lamanna.
  - Intèrprets: Claudio Bigagli (Martin), Catherine Spaak (Stevie), Francesco Vitello (Billy), Pier Luigi Misasi (Ross).
- Théâtre de la Madeleine, París, 2005. (La Chèvre ou qui est Sylvia?)[6]
  - Direcció: Frédéric Bélier-Garcia.
  - Intèrprets: André Dussollier, Nicole Garcia, Xavier Boiffier, Daniel Martin.
- Teatre Romea, Barcelona, 2005.[7]
  - Direcció: Josep Maria Pou.
  - Intérprets: Josep Maria Pou (Martin), Marta Angelat (Stevie), Pau Roca (Billy), Blai Llopis (Ross).
- Teatro Bellas Artes, Madrid, 2007.[8]
  - Direcció: Josep Maria Pou,
  - Intèrprets: Josep Maria Pou (Martin), Amparo Pamplona (Stevie), Juanma Lara i Álex García.
- Teatro Tabaris, Buenos Aires, 2012.
  - Direcció: Julio Chávez.
  - Intèrprets: Julio Chávez, Viviana Saccone, Santiago García Rosa, Vando Villamil.
- Theatre Royal Haymarket, Londres, 2017.
  - Direcció: Ian Rickson.
  - Intèrprets: Damian Lewis (Martin), Sophie Okonedo (Stevie), Jason Hughes (Ross), Archie Madekwe (Billy).
- Teatro Rafael Solana, Mèxic, 2019.
  - Direcció: Bruno Bichir.
  - Intèrprets: Odiseo Bichir (Martin), Yolanda Ventura (Stevie), Víctor Weinstosck (Ross), Michele Abascal (Billy).